# Menophra petrificata
Menophra petrificata är en fjärilsart som beskrevs av Jacob Hübner 1796-1799. Menophra petrificata ingår i släktet Menophra och familjen mätare. Inga underarter finns listade i Catalogue of Life.